# Национальный медицинский исследовательский центр психиатрии и неврологии имени В. М. Бехтерева
Национальный медицинский исследовательский центр психиатрии и неврологии им. В. М. Бехтерева (НМИЦ ПН им В. М. Бехтерева, разг. «Бехтеревка») — старейшее в России научно-исследовательское и клиническое учреждение, организованное для научной разработки психологии, психиатрии, неврологии и других дисциплин, изучающих психику человека.

## История создания
Психоневрологический институт основан в 1907 году выдающимся отечественным ученым Владимиром Михайловичем Бехтеревым как исследовательское и высшее учебное заведение. Бехтерев стал первым руководителем этого уникального научно-учебного заведения нового типа.
Общедоступность образовательных курсов для лиц разного пола и вероисповедания, а также программа, заявленная В. М. Бехтеревым, сделали Психоневрологический институт популярным учебным и научно-исследовательским учреждением. Согласно уставу, целью института была разработка и распространение знаний в области психологии и неврологии, а также сопредельных с ними наук. Здесь читались курсы психологии, анатомии, философии, истории, истории философии и психологии, истории культуры и искусства и т. д.
В 1908 году на первый курс был принят 421 слушатель, в том числе 313 женщин. Открытие состоялось 15 февраля 1908 года. Второй приём состоялся в сентябре того же 1908 года, когда было принято ещё 479 человек. К 1915 году число студентов достигло 7 тысяч.
Первые два года студенты обучались на Основном факультете, где они получали философское образование для понимания взаимных связей и зависимости между отдельными научными дисциплинами. После продолжали образование на педагогическом, юридическом, медицинском (с 1911 года), а с 1915 года — и на зооветеринарном факультетах и химико-фармацевтическом отделениях.
Тому способствовало открытие словесно-исторического и естественно-исторического отделений. Из российских историков здесь преподавал, в частности, профессор Н. И. Кареев (1850—1931), много сделавший в деле организации преподавания исторических дисциплин в институте, он же привлек сюда целый ряд специалистов. В расписании лекций института на 1915—1916 учебный год среди преподавателей-историков словесно-исторического факультета значатся Б. Л. Богаевский (история Греции), И. Д. Андреев (история Византии и история Церкви), Н. П. Оттокар (средняя история), П. В. Безобразов (история южных славян), И. В. Лучицкий (новая история), Г. В. Вернадский (русская история), М. А. Островская (русская история), М. Д. Приселков (русская история). Также среди предметов словесно-исторического факультета — общая психопатология (П. Я. Розенбах), история педагогических учений, общая педагогика (В. В. Успенский), методы преподавания истории (М. Д. Приселков), история древней философии (Д. П. Миртов). В. А. Бутенко преподавал всеобщую историю первокурсникам основного факультета (Тенишевский зал — Моховая, 33), читал курс новой истории слушателям старших курсов словесно-исторического факультета и вел семинарий по новой истории (гимназия Гуревича — Лиговка, 1). В 1915 году к преподавательской нагрузке В. А. Бутенко прибавились и административные заботы — он исполнял обязанности декана основного отделения.
Вокруг статуса отделения возник спор. По мнению комиссии министерства народного просвещения (тайные советники П. А. Некрасов и А .А. Иностранцев, попечитель Петроградского учебного округа Н. К. Кульчицкий), основное отделение представляло собой не факультет, а общую ступень к различным факультетам. Необходимость этой ступени объяснялось тем, что среднее общее образование в России не было согласовано с требованием высшей школы. Поэтому курсы Психоневрологического института стремились заполнить эту брешь. Представители института академик В. М. Бехтерев и профессор А. С. Гинзберг выступили против признания основного факультета подготовительной ступенью к высшему образованию. «Это, — настаивали ученые, — факультет с законченным циклом основных отделом важнейших научных дисциплин. Основной факультет может трактоваться как первые курсы университета. Характер преподавания на основном факультете чисто университетский». Основной мыслью института было восстановить старую идею universitas, которая затерялась при современном устройстве университетов, готовящих узких специалистов. Создавая основной факультет, устроители института были убеждены, что «и для медика, и для историка, и для естественника необходимо для будущей его научной и практической деятельности философское образование с выяснением взаимной связи и зависимости между отдельными научными дисциплинами». Между тем комиссия признала целесообразным присвоить факультету название основного отделения, «так как по цели и организации он не соответствовал содержанию понятия факультета». К 1916 году в структуре Психоневрологического института действовали 4 факультета (медицинский, юридический, словесно-исторический, естественно-исторический) и 3 отделения (основное, педагогическое, химико-фармацевтическое). Наиболее многочисленным был медицинский факультет.
В 1916 году после инспекции министерством народного просвещения курсы при Психоневрологическом институте получили статус «Частного Петроградского Университета» с правами высших правительственных учебных заведений. Президентом университета был вновь избран В. М. Бехтерев. Состоялось и избрание деканов и секретарей отделений и факультетов: профессор В. А. Бутенко (основное отделение), профессор В. А. Вагнер (педагогическое), профессор А. С. Гинзберг (химико-фармацевтическое), академик В. М. Бехтерев (медицинский факультет), профессор Н. И. Кареев (словесно-исторический), профессор Д. Н. Зейлигер (естественно-исторический), профессор П. И. Люблинский (юридический). В число студентов Частного университета принимались лица обоего пола, имеющие аттестат зрелости гимназий министерства народного просвещения или свидетельства об окончании других общеобразовательных учебных заведений.
В 1918 году университет получил статус Второго Петроградского Университета, а в 1919 году в ходе реорганизации юридический и педагогический факультеты были переданы в состав Первого Петроградского университета, медицинский факультет преобразован в Государственный институт медицинских знаний, химико-фармацевтическое отделение в Химико-фармацевтический институт, зооветеринарный факультет в Ветеринарно-зоотехнический институт.
С 1921 года Психоневрологический институт получил название Государственная психоневрологическая академия; в 1925 году ей было присвоено имя В.М. Бехтерева. С 1926 по 1932 год она была Клинической больницей для больных психоневрологического профиля; с 1932 по 1941 год — НИ невро-психиатрический институт им. В.М. Бехтерева. 
Имя его основателя было присвоено университету в 1925 году.
Во время Великой Отечественной войны 1941–1945 гг. на базе Института работал эвакогоспиталь, в период блокады Ленинграда продолжалась и исследовательская деятельность института.
Сегодня Институт является крупным научно-исследовательским и клиническим учреждением, в котором работают специалисты в области психиатрии, психотерапии, медицинской психологии, наркологии, неврологии, нейрохирургии.

## Публикации Института
Официальным печатным органом Института им. В. М. Бехтерева является журнал «Обозрение психиатрии и медицинской психологии им. В. М. Бехтерева».

## Известные сотрудники
| - Бехтерев, Владимир Михайлович - Богданов-Березовский, Михаил Валерьянович - Басов, Михаил Яковлевич - Бутенко Вадим Аполлонович - Вакнин Елена Евгеньевна - Галустьян Феликс Карэнович - Гальперин, Мария Давыдовна - Голант, Раиса Яковлевна - Грибоедов, Адриан Сергеевич - Жаков, Каллистрат Фалалеевич - Зеневич, Георгий Викторович | - Кабанов, Модест Михайлович - Карвасарский, Борис Дмитриевич - Кареев, Николай Иванович - Лазурский, Александр Фёдорович - Лапин, Изяслав Петрович - Личко, Андрей Евгеньевич - Мясищев, Владимир Николаевич - Нуллер, Юрий Львович - Пуусепп, Людвиг Мартынович | - Райков, Борис Евгеньевич - Рейснер, Михаил Андреевич - Тонконогий, Иосиф Моисеевич - Чечотт, Оттон Антонович - Шевалев, Евгений Александрович - Шерешевский, Август Моисеевич - Шор, Георгий Владимирович - Щелованов, Николай Матвеевич |